# Robbie Robinson (football)
Pour les articles homonymes, voir Robbie Robinson.
Robert Robinson, plus connu sous le nom de Robbie Robinson (né le 1er octobre 1879 à Sunderland dans le Comté de Durham en Angleterre, et mort vers 1951) est un joueur de football anglais.
Il est surtout connu pour avoir joué avec Liverpool Football Club au début du XXe siècle.